# 李寰 (唐朝)
李寰（？—830年3月24日），唐朝将领。
李寰原本是瀛州博野镇遏使。傅良弼戍守乐寿、李寰戍守博野，位于幽州、成德之间，朱克融和王庭凑交相引诱胁迫，李寰、傅良弼二人拒而不纳，各率士卒坚守，叛军最终也未能攻取。朝廷于是对他们加官进爵，表彰他们对朝廷的忠诚。长庆二年（822年）二月初四，唐穆宗任命傅良弼为沂州刺史，李寰为忻州刺史。李寰率部三千人从博野突围，王庭凑派兵追击。李寰迎战，杀敌三百多人，王庭凑的士兵不再追击。李寰剩余的二千人仍坚守博野。四月十四日，唐穆宗以乐寿为左神策行营，拜傅良弼为都知兵马使；李寰所领士隶右神策，号忻州营，李寰为都知兵马使。赐第京师，更赐奴婢服马。李寰易镇为晋州刺史，治无可称。九月，加晋州刺史李寰为晋、慈等州都团练观察使。长庆三年（823年）五月二十二日，唐穆宗命以晋州、慈州二州为保义军，任命观察使李寰为节度使。长庆四年（824年）十一月，晋州李寰与襄州柳公绰、沧州李全略、滑州高承简一起自尚书加检校右仆射。大和元年（827年）十月，天平军节度使乌重胤率军进攻李同捷，多次打败李同捷。十一月初八，乌重胤去世。十一月二十二日，唐文宗根据王智兴的建议，任命保义节度使李寰为横海军节度使，讨伐李同捷。李寰从晋州率兵前往横海赴任，一路对士卒不加约束，听任士卒掠夺百姓。到达前线后，又拥兵不进，向朝廷索取粮饷供给。王智兴攻克棣州后，朝廷决定换将。李寰回京，以李祐为横海节度使。大和二年（828年）九月初七，朝廷任命李寰为夏绥节度使。大和四年二月廿六（830年3月24日），夏州节度使李寰去世。